# 10177 Ellison
10177 Ellison (1996 CK9) là một tiểu hành tinh vành đai chính được phát hiện ngày 10 tháng 2 năm 1996 bởi Spacewatch ở Kitt Peak. Nó được đặt theo tên nhà văn viết truyện khoa học viễn tưởng Mỹ, Harlan Ellison.